# Михайлівка (Софіївська селищна громада)
Миха́йлівка — село в Україні, у Софіївській селищній громаді Криворізького району Дніпропетровської області.
Орган місцевого самоврядування — Софіївська селищна рада. Населення — 23 мешканця.

## Географія
Село Михайлівка знаходиться на березі річки Жовтенька, вище за течією на відстані 1,5 км розташоване село Петрове, нижче за течією на відстані 1,5 км розташоване село Нововітебське. Річка в цьому місці пересихає, на ній зроблена загата. Поруч проходить автомобільна дорога Т 0419.

## Історія
За даними на 1859 рік на власницькому хуторі Михайлівський Верхньодніпровського повіту Катеринославської губернії налічувалось 14 дворових господарств, у яких мешкало 71 особа (34 чоловічої статі та 37 — жіночої).
У 1908 році кількість мешканців колишнього панського села Мар'янівської волості зросла до 253 осіб (121 чоловічої статі та 132 — жіночої), налічувалось 36 дворових господарств.

## Населення

### Мова
Розподіл населення за рідною мовою за даними перепису 2001 року:
| Мова       | Кількість | Відсоток |
| ---------- | --------- | -------- |
| українська | 22        | 95.65%   |
| російська  | 1         | 3.35%    |
| Усього     | 23        | 100%     |